# بخش کجور
کجور یکی از بخش‌های شهرستان نوشهر واقع در استان مازندران است. این بخش ییلاقی و کوهستانی دارای سه دهستان به نام‌های پنجک رستاق، زانوس رستاق و توابع کجور و به مرکزیت شهر کجور می‌باشد.
از نظر جغرافیایی این منطقه بین دو کوه دماوند و علم کوه واقع شده‌است.
دین اکثریت این منطقه اسلام و مذهب شیعه می‌باشد. سکنه منطقه را بومی‌های کُجور که کُجوری خوانده می‌شوند و طبری هستند تشکیل می‌دهند همچنین ایل کرد خواجوند از تبعیدی‌ها این منطقه هستند. منطقه کجور به علت داشتن وسعت مراتع دارای پراکندگی نسبی است و اکثر روستاها از هم فاصله دارند.
خانه‌های سنتی کجور به نام لَت به سر خنه و کَلچو خنه معروف می‌باشند که دیوارهٔ آن کاهگل و چوبی و سقف آن نیز از تکه چوب‌هایی به نام لَت پوشانده می‌شود.

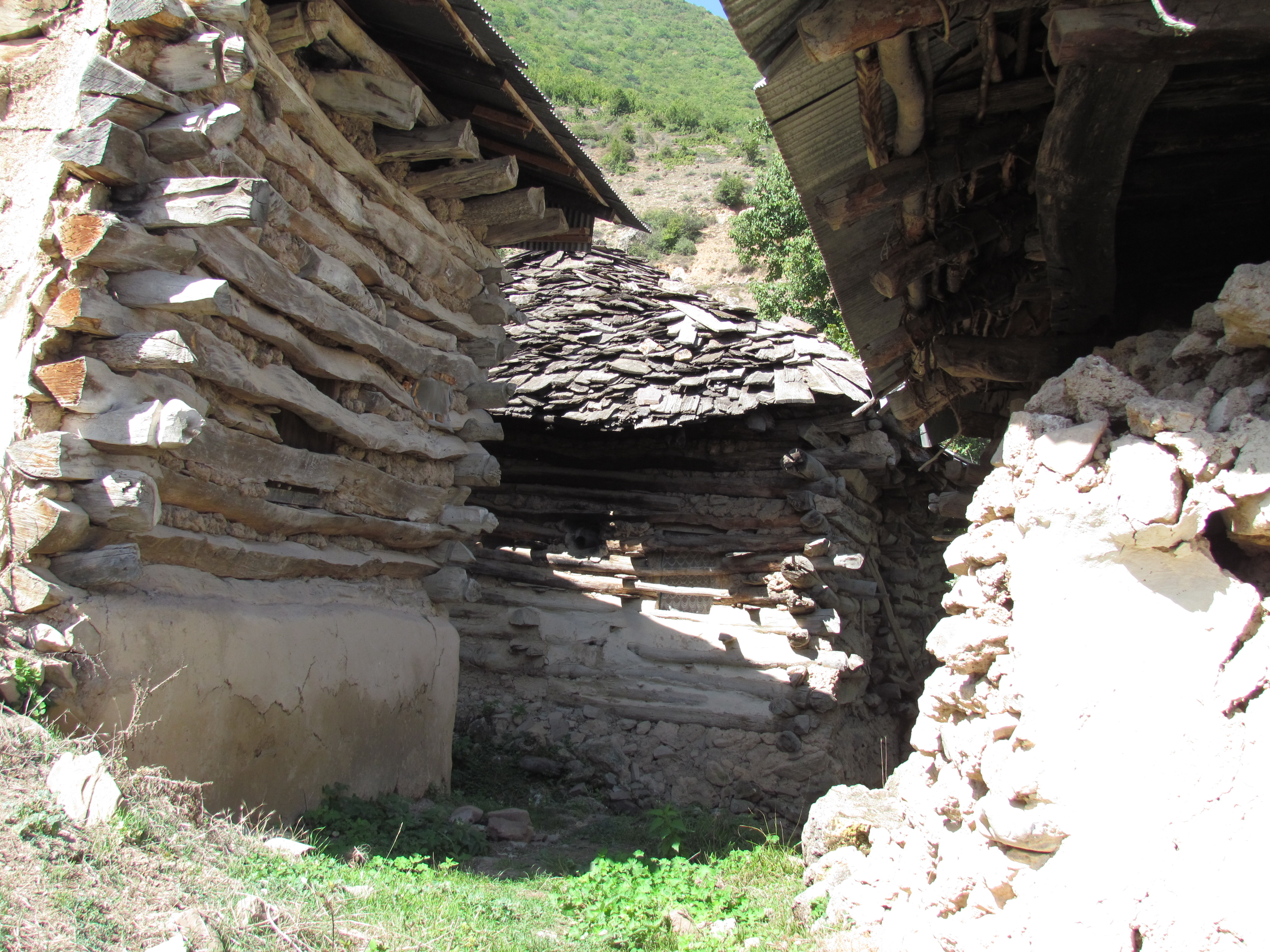
کلچوخنه

بخش کجور دارای آموزش و پرورش، بخشداری، ثبت احوال، کمیته امداد، آتش‌نشانی، موزهٔ مردم‌شناسی کندلوس و… می‌باشد.
روستای زیبای انگاس در کجور است.

## زبان
مردم کُجور به زبان طبری با گویش کجوری سخن می‌گویند.
مردم منطقه کجور به زبان طبری و با گویش کجوری که در محدودهٔ شهرستان‌های نوشهر و نور و شرق چالوس رایج می‌باشد، گفتگو می‌کنند و در برخی از مناطق که مهاجران و تبعیدی‌هایی از ایل خواجوند هستند، خواجوندی صحبت می‌کنند که به نوعی گویشی کردی محسوب می‌شود، اما بیشتر زبان طبری رایج است.

## تاریخچه

### دوران باستان

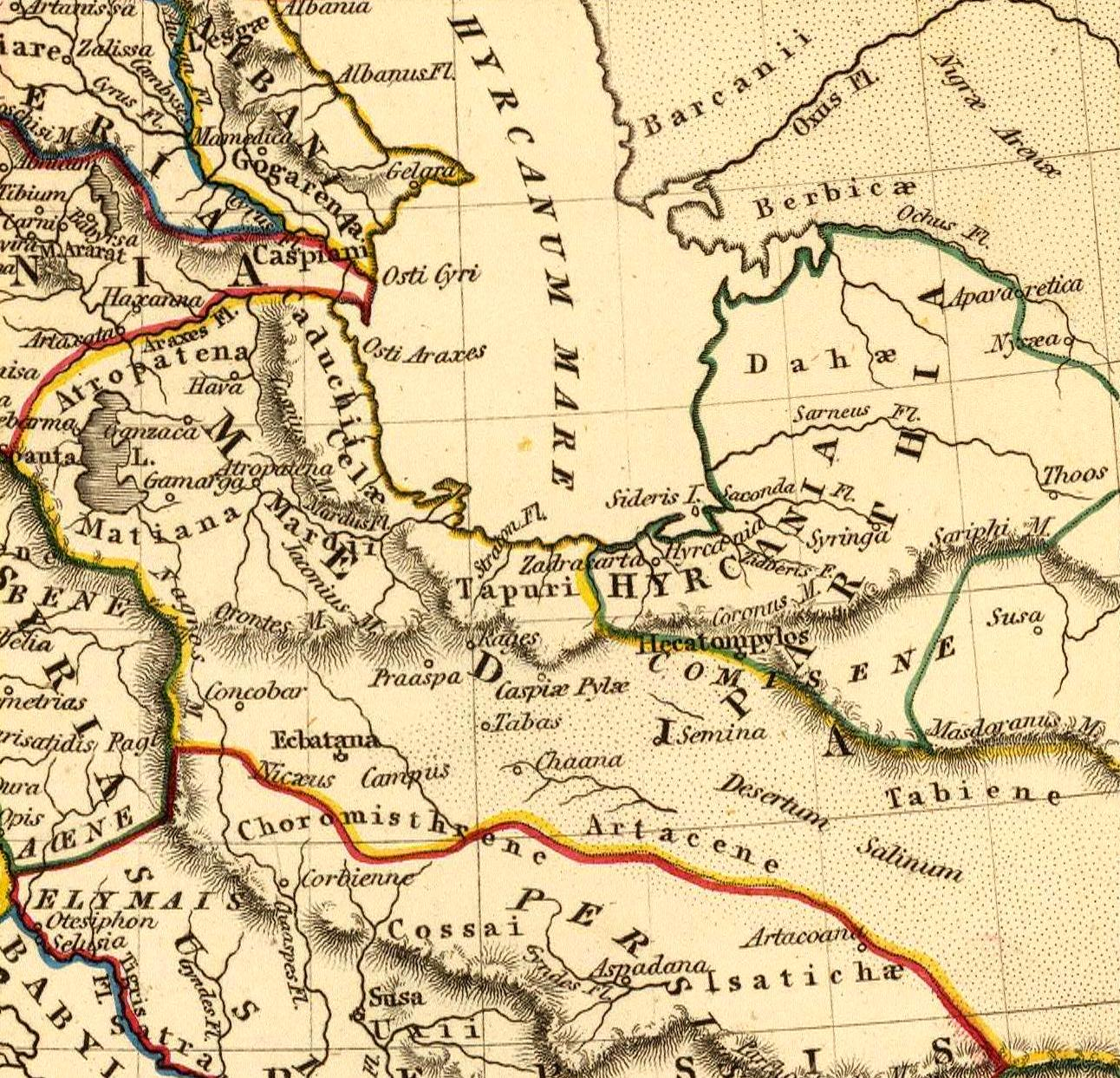
موقعیت تپورها در قرن دوم قبل از میلاد، از شرق سپیدرود تا اسرم هیرکانیا

استان مازندران پیش از اسلام تپورستان (به پهلوی: ) نامیده می‌شد که برگرفته از نام قوم تپوری (به یونانی: Τάπυροι) می‌باشد که پس از اسلام قوم طبری نام گرفتند و سرزمینشان طبرستان نامیده شد. تپورستان در اصل ناحیه‌ای در غرب مازندران و شرق گیلان بود و این ناحیه به کل مازندران گفته می‌شد.
به گفته واسیلی بارتلد تپوری‌ها در قسمت جنوب شرقی ولایت سکونت داشتند و در قید اطاعت هخامنشیان درآمده بودند و آماردها مغلوب اسکندر مقدونی و بعد مغلوب اشکانیان شدند و اشکانیان در قرن دوم ق. م آنها را در حوالی ری سکونت دادند و اراضی سابق آماردها به تصرف تپوری‌ها درآمد و بطلمیوس در شرح دیلم یعنی قسمت شرقی گیلان در ساحل بحر خزر فقط از تپوری‌ها نام می‌برد. به گفته مجتبی مینوی قوم آمارد و قوم تپوری در سرزمین مازندران می‌زیستند و تپوری‌ها در ناحیه کوهستانی مازندران و آماردها در ناحیه جلگه‌ای مازندران سکونت داشتند. در سال ۱۷۶ ق. م فرهاد اول اشکانی قوم آمارد را به ناحیه خوار کوچاند و تپوری‌ها تمام ناحیه مازندران را فرو گرفتند و تمام ولایت به اسم ایشان تپورستان نامیده شد. شهرهای آمل، چالوس، کلار، سعیدآباد و رویان جزئی از سرزمین قوم تپوری بودند. سرزمین لنگا و تنکابن بخشی از سرزمین دو قوم تپوری و آمارد بود.

### رویان طبرستان

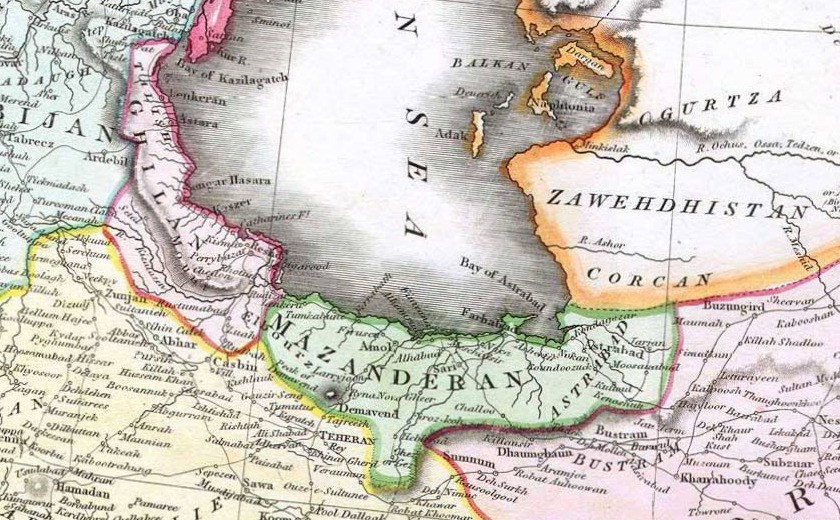
نقشه قدیم مازندران ۱۸۱۴ میلادی

شهرستان نوشهر و منطقه کجور در گذشته بخشی از رویان محسوب می‌شد. از رویان به عنوان یکی از شهرها و نواحی طبرستان یاد شده‌است. شهرهای آمل، چالوس، کلار، سعیدآباد و رویان جزئی از سرزمین قوم تپوری بودند. مازندران بخشی از تپورستان است و شهرهای آمل، ساری، کجور و کلاردشت از مراکز تاریخی طبرستان محسوب می‌شدند. رویان به سرزمینی آباد در غرب مازندران گفته می‌شد که شامل بخش‌های کجور، کلارستاق، لنگا، تنکا، سختسر، هوسم، الموت، طالقان، لورا، ارنگه، رودبار قصران و لارقصران می‌شد. رویان از شهرهای قدیم و تاریخی و بومی خطه طبرستان بوده‌است. بطوریکه بزرگترین شهر طبرستان در دشت آمل و بزرگترین شهر طبرستان در کوهستان رویان بوده‌است. رویان در اوایل قرن هفتم با عنوان استندار یا استنداران و سپس رستمدار خوانده شده‌است؛ که حدود رستمدار کاملاً قابل انطباق با حدود خاک رویان بوده و شهر قدیم کجور (به فاصله سه کیلومتری از شهر جدید کجور و در دامن کوه) از شهرهای معظم آن بوده‌است. یاقوت حموی، رویان را کرسی منطقه کوهستانی طبرستان و آمل را کرسی منطقه جلگه ای و اراضی پست ساحلی یاد کرده و قید نموده که در رویان ساختمان‌های خوب و باغستان‌های پر میوه وجود داشته و نزدیک رویان (یا کلار) شهر سعید آباد واقع است. ابن فقیه همدانی، رویان از کوره‌های طبرستان است و از شهرهای رویان: چالوس، لارز، شرز و بذشوارجر است.در کتاب حدود العالم من المشرق الی المغرب که به سال ۳۷۲ قمری تألیف شده‌است چنین آمده که قسمتی از طبرستان سلطانی جداگانه به نام «استندار» داشت و شهرهای ناتل و چالوس و روذان(= رویان) و کلار جزء این قسمت بود. عبدالمومن که کتاب مراسد الاطلاع خود را در سال ۷۰۰ قمری می‌نوشت پس از ضبط اعراب کلمه می‌نویسد این نام بر شهر و کوره وسیعی از خاک طبرستان گفته می‌شود. این شهر بزرگترین شهر کوهستانی طبرستان است و حدود خاک آن به کوه‌های ری می‌رسد.

### موقعیت رویان در طبرستان
از رویان به عنوان یکی از شهرها و نواحی طبرستان یاد شده‌است.
ابن رسته مورخ قرن سوم، طبرستان از جانب مشرق به گرگان و قومس و از طرف مغرب به دیلم و از طرف شمال به دریا و از طرف جنوب به به بعضی از نواحی قومس و ری محدود می‌شود. به گفته ابن رسته مراکز و بخش‌های طبرستان چهارده تا است و خورهٔ آمل که کرسی و مرکز آن ناحیت است و شهرهایش عبارتند از: ساری و اسرم و مامطیر و تُرنجه و روُبست و میله و مرارکدیه (کدح) و مِهروان و طَمیس و تَمار و ناتل و شالوس (چالوس) و رویان و کلار.
اصطخری می‌نویسد: آمل، ناتل، سالوس (چالوس)، کلار، رویان، میله، برجی، چشمهٔ‌الهم، ممطیر، ساری، اسرم، مهروان، لمراسک و تمیشه در شمار طبرستان است.
ابن حوقل در وصف طبرستان می‌نویسد: بزرگترین شهر طبرستان شهر آمل و در زمان ما حاکم نشین آنجاست. از پلور تا آمل یک منزل است و از آمل به شهر میله دو فرسخ و از میله تا تریجی دو فرسخ و از تریجی به ساری یک منزل و از ساری تا استرآباد چهار منزل و از استرآباد تا گرگان دو منزل راه است و از آمل تا ناتل یک منزل و از ناتل تا چالوس یک منزل و به سمت دریا تا عین الهم یک منزل است. ابن حوقل می‌نویسد: شهرهای آمل، شالوس (چالوس)، کلار، رویان، میله، تریجی، عین الهم، مامطیر، ساریه و اسرم و طمیسه جز ولایت طبرستان است.
مقدسی نیز در احسن التقاسیم فی معرفة الاقالیم «جرجان، طبرستان، دیلمان و جیلان» را در اقلیم پنجم عالم معرفی کرده‌است. مقدسی همچنین طبرستان را دارای کوه‌های بسیار و باران فراوان، وصف کرده و آمل را مرکز طبرستان و چالوس، مامَطیر، تُرنجَه، ساریه، تمیشه و… را از شهرهای طبرستان دانسته‌است.
به نقل از حدود العالم تمیشه، لمراسک، ساری،  اسرم، مامطیر، تریجی، میله، آمل، الهم، ناتل، رودان، چالوس و کلار در شمار طبرستان هستند. به گزارش مؤلف حدود العالم ناتل، رودان، چالوس و کلار شهرک هایی‌اند اندر کوه و شکستگی‌ها و این ناحیتی است هم از طبرستان و لکن پادشاهی دیگر است و پادشاه آن استندار خوانند.
ابوالقاسم بن احمد جیهانی در کتاب اشکال‌العالم می‌نویسد: از شهرهای طبرستان: آمل، ناتل، سالوس (چالوس)، کلارودان، عین‌الهم، مامطیر، ساری، اسرم، تمیشه، استرآباد، جرجان، آبسکون و دهستان است. راه آمل به دیلم، آمل تا ناتل از آنجا تا سالوس و از آنجا تا کلار و از آنجا تا دیلم است. رابینو می‌نویسد: وسعت دیلم تا بیش از یک منزلی مغرب ناحیه کلار طبرستان نبوده‌است. حمزه اصفهانی مورخ قرن سوم در کتاب سنی ملوک الارض و الانبیا می‌نویسد: طبرستان دارای کوره‌های بسیار بود که یکی از آنها سرزمین دیلم است و ایرانیان دیلمیان را اکراد طبرستان می‌نامیدند چنان‌که عربان مردم عراق را اکراد سورستان می‌خواندند.
ابن اسفندیار طبرستان را از شرق تا غرب، محدود به دینارجاری تا ملاط دانسته، که معادل تقریبی جرجان و رودسر کنونی هستند. ابن اسفندیار در کتاب تاریخ طبرستان از شهرهای طبرستان که دارای جامع و مصلی بودند چنین نام می‌برد: به هامون آمل، ساری، اسرم مامطیر، رودبست، تریجه، میله، مهروان، اهلم، پای‌دشت، ناتل، کنو، شالوس (چالوس)، بیخوری، لمراسک، طمیش و به کوهستان کلار، رویان، نمار، کجویه، ویمه، شلنبه، وفاد، الجمه، شارمام، لارجان، امیدوارکوه، پریم و هزارگری.
ظهیرالدین مرعشی در کتاب تاریخ طبرستان و رویان و مازندران می‌نویسد: حد طبرستان از طرف شرقی دیناره‌جاری و از طرف غربی ملاط که آن قریه شهر هوسم که اکنون به فرضه روده‌سر اشتهارد دارد. حد مازندران از طرف شرقی بیشه انجدان می‌باشد و از طرف غربی ملاط می‌باشد. حد گرگان حالیا که به استرآباد مشهور است و اصلاً دهستان می‌گفتند شرقی دیناره جاری است که حد شرقی تمام طبرستان است و غربی انجدان که حد شرقی مازندران است. به گفتهٔ ظهیرالدین مرعشی مازندران بخشی از طبرستان است و سرزمین طبرستان، گرگان و مازندران هر دو را در بر می‌گرفت.

### کجور
کجور نام منطقه ای است از طبرستان (مازندران کنونی) که در قدیم بخشی از ناحیه رویان طبرستان بود. در سال ۷۴۰ هجری برابر با ۱۲۴۰ میلادی استاندار جلال الدوله اسکندر بن زیاد شروع به تجدید بنای قلعه شهر کجور کرده بود و چون این این شهر در موقع تاخت و تاز مغول خراب و ویران شد وی در سال ۷۴۶ هجری در اطراف آن شهر بارو کشید و بنای آن را تجدید نمود. کجور مرکز شهر رویان کهن که بعدها رستمدار خوانده شد بود و سلسلهٔ پادوسبانیان در آنجا حکومت می‌کردند که حدود ۱۰۰۰ سال در این منطقه به حکمرانی پرداخته تا اینکه در دوره صفویه حکومتشان برچیده شد.

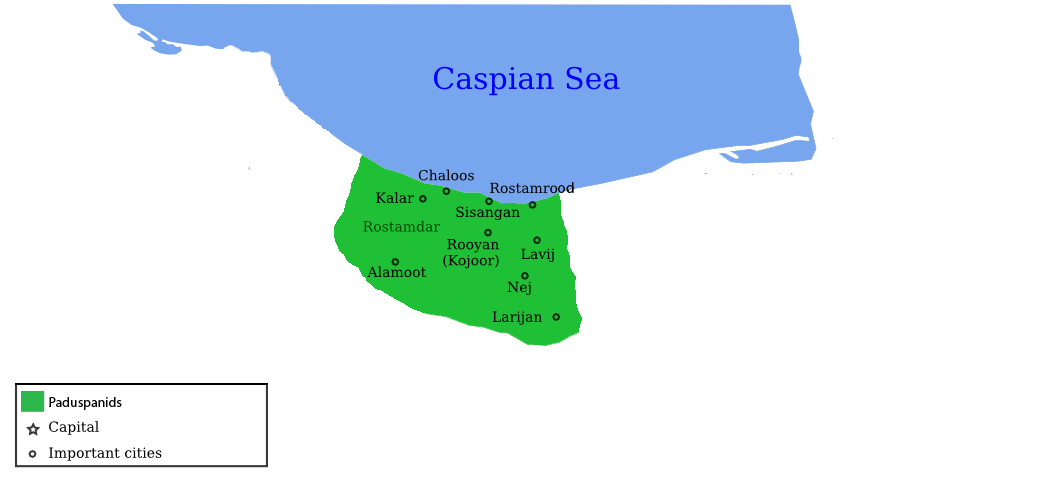
وسعت رویان کهن به مرکزیت کجور

## منطقه کجور
محدوده تاریخی کجور از شمال به دریای مازندران از غرب به رود چالوس از شرق به سولده (نور) و از جنوب به دره نور محدود می‌شود. منطقه کجور به همراه کلارستاق، لنگا، تنکابن، سختسر و هوسم بخشی از رویان کهن بود که بعدها رسمتدار نام گرفت. رویان کهن از نواحی غربی طبرستان محسوب می‌شده‌است.

### نام کجور
در منابع قرن دهم تا پانزدهم نام کُجور بصورت کجه و کچه و کچو و کجو و کجویه ضبط شده‌است. نیما یوشیج تلفظ کجوری این واژه را کجو ذکر می‌کند و می‌افزاید کجو به معنای عام محل و ده است.

## صنایع دستی و سوغاتی‌های منطقه
منطقه کجور از مناطق مهم استان مازندران در زمینه صنایع دستی می‌باشد. کارگاه‌های مختلف نمد مالی، بافت جوراب‌های ساق بلند و ساق کوتاه از جنس پشم، سفالگری ساخت انواع ظروف کاربردی و دکوراتیو در روستای عالیدره  صنایع چوبی منطقه که به زبان محلی به آن لاک تاشی می‌گویند مانند ساخت قاشق‌های چوبی، کفگیر و سایر وسایل چوبی، ساخت بالاش پوش‌های نمد چوپانی به نام‌های محلی کِلمَد، چِغا، شولا، ساخت کلاه‌های نمدی، جاجیم بافی.

## حیات وحش
این منطقه به علت داشتن آب و هوای مناسب و پوشش گیاهی و جنگلی انبوه و دارا بودن دشت‌های مرتفع و علفزارها، دارای جانوران متنوعی می‌باشد که بسیاری از آن‌ها کمیاب یا حتی نایاب در اکثر نقاط کشور و در بعضی موارد، دنیا می‌باشد که به دلیل حمایت نکردن و گمنام ماندن بعضی از آن‌ها متأسفانه در حال انقراض می‌باشند یا منقرض شده‌اند. (مثل کوآلای بزرگ کجور)
جانورانی همچون کوآلای کوچک، خرس، بز کوهی، شوکا، مرال، خوک، جوجه تیغی، خارپشت، خرگوش و همچنین پرندگانی همچون عقاب، شاهین، قرقاول، کبک، بلدرچین، دارکوب و … در این منطقه زندگی می‌کنند.

## آب و هوا
کجور دارای آب وهوایی کوهستانی می‌باشد. هوا در اکثر مواقع نظم فصلی ندارد و به همین علت نمی‌توان آن را به وضوح در یکی از گروه‌های فصلی قرار داد. زمستان‌های این منطقه بسیار سرد و با بارش برف همراه است و دارای تابستان‌هایی معتدل است. میزان بارندگی در این منطقه بسیار زیاد است و همین امر موجب تنوع پوشش گیاهی شده‌است. پوشش گیاهی مردم منطقه را به امر کشاورزی، زراعت و باغداری واداشته‌است.

## کشاورزی
در این منطقه گلهای زینتی و میوه‌های فصلی به وفور یافت می‌شود.
محصولات کشاورزی این منطقه بیشتر گندم و جو و عدس می‌باشد اما در مناطق پایین دست و در محدوده روستاهای کینس برنج نیز کشت می‌شود. همچنین محصولات باغی و جنگلی نظیر گیلاس، هلو، شلیل، گردو، سیب، زرشک، ازگیل جنگلی (کِنِس) و … به وفور در منطقه یافت می‌شود.

## آثار باستانی و مکان‌های دیدنی کجور

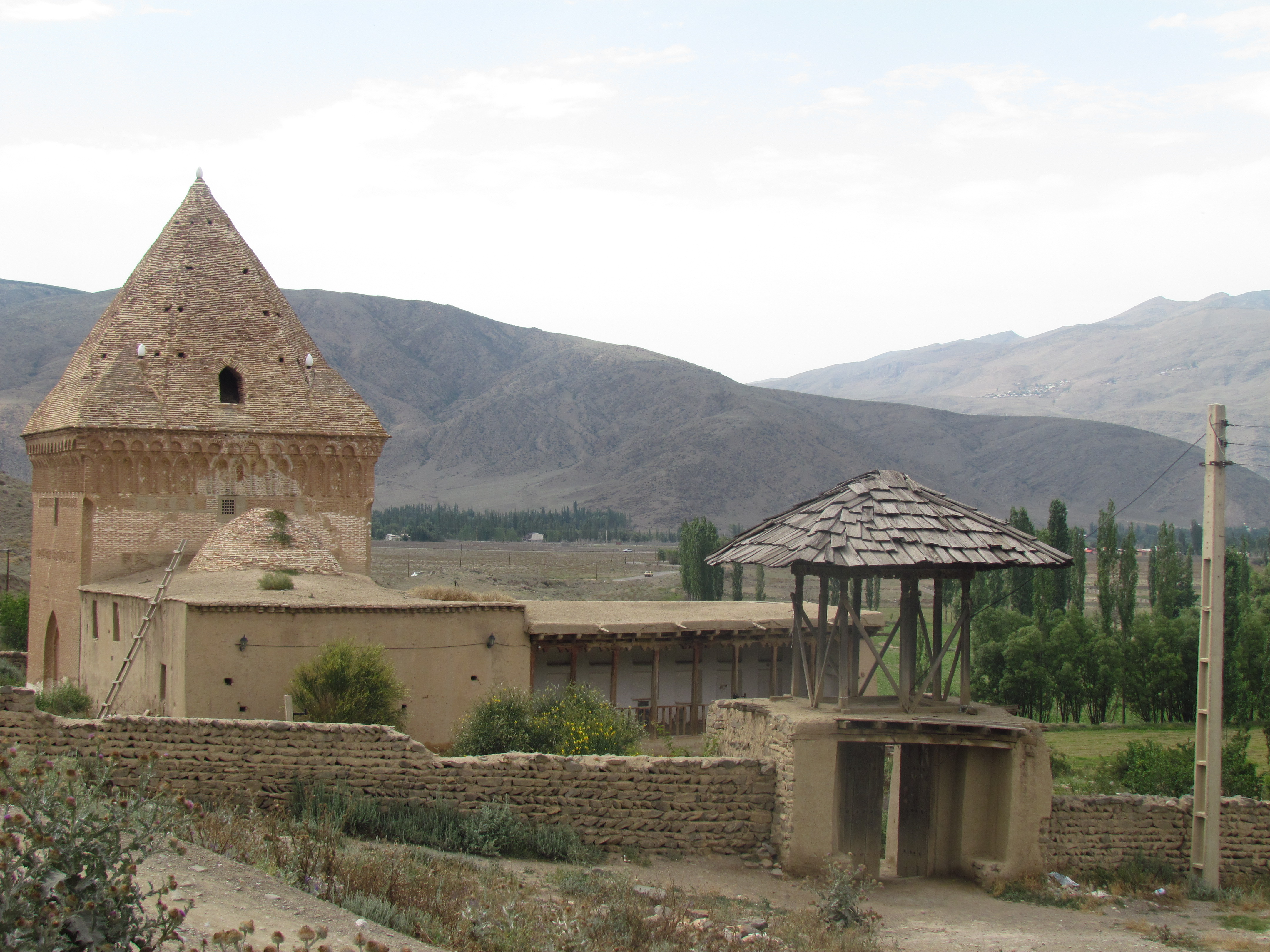
هزار خال کجور

دیو چشمه کجور: سر راه استانکرود به پول

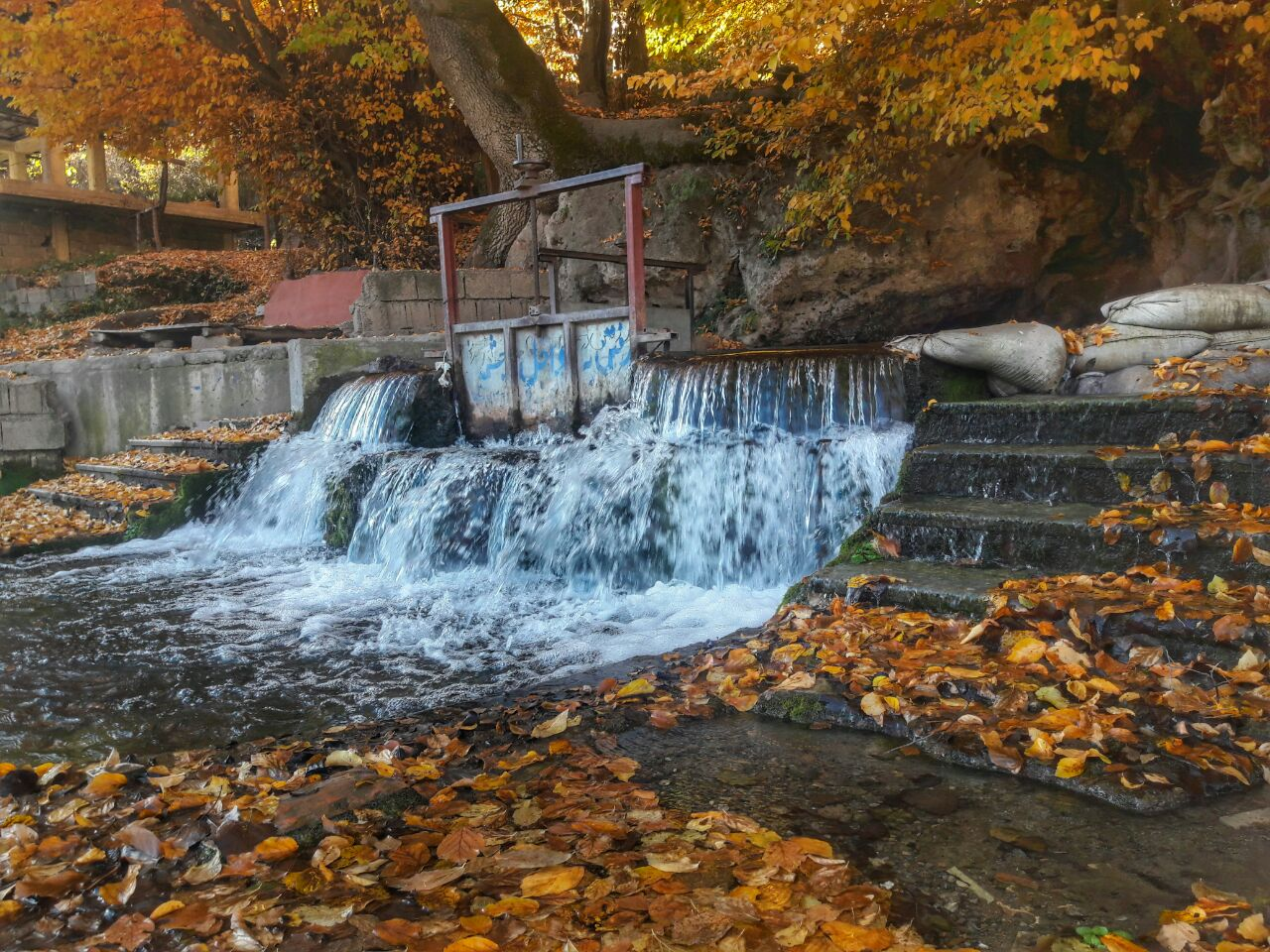
نمایی از دیو چشمه

امامزاده جعفر و امامزاده حسن پسران موسی کاظم در دهکده حسن‌آباد پنجک رستاق کجور
قلعه اسپی روز
بقعه سلطان محمد کیا که قدیمی‌ترین بنای تاریخی غرب مازندران نیز می‌باشد.

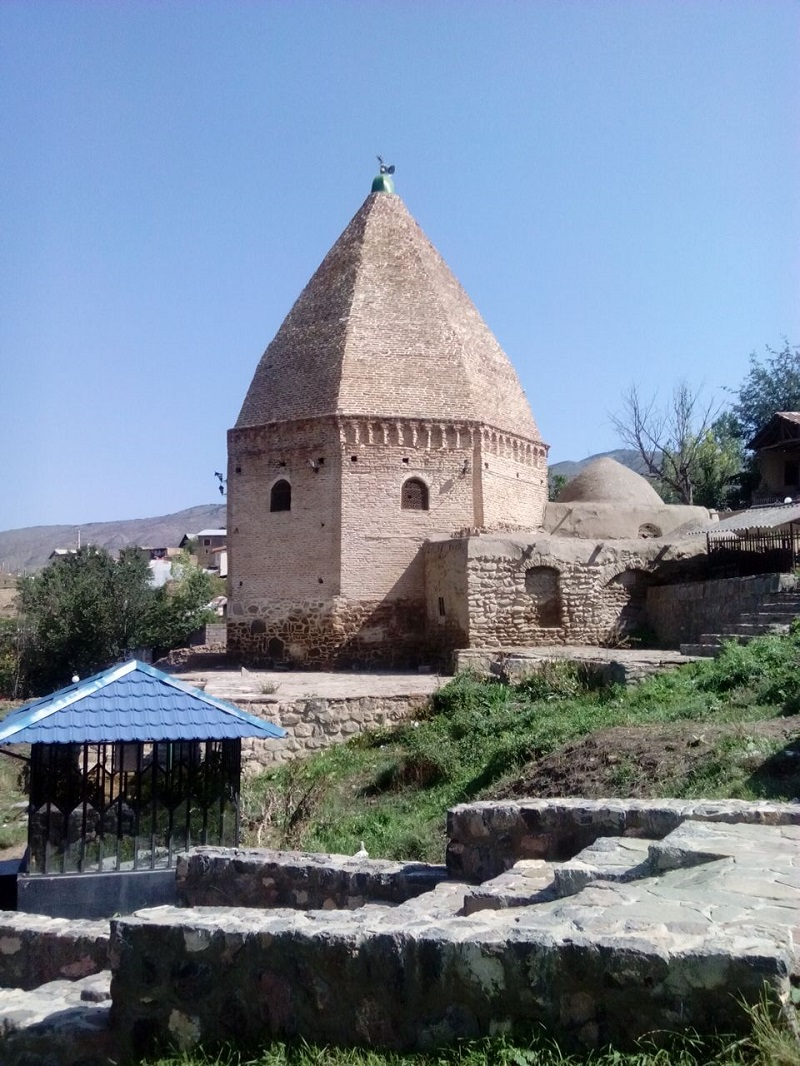
بقعه سلطان محمد کیا

قلعه چناربن =در دهکده چناربن میان لاشک و کجور بر سر راه
بقعه خالق شیوب در شهر کجور=بقعه ای چهارضلعی از سنگ و گل است. در ورودی قبلی است و در ایوانی باز می‌شود که دارای شش ستون چوبین چهارسوی ساده است. اطراف بقعه گورستانی قدیمی است و بالای مدخل گورستان شاخ برکوهی قرار داده شده‌است.
بقعه حسن شهیددر شهر کجور=بنایی است چهار گوشه با یک ستون چوبین چهار سوی قطور در وسط و سرکشی برستون و دیوارهای دو طرف متکی است. ایوانی جلوبنا است. سقف بقعه و ایوان پلور کشی و پل کوبی است. گورستانی وسیع و قدیمی در جنوب بقعه اس. بر سردر ورودی گورستان چندین شاخ بزکوهی کهنسال است.
بنای درویش امیر و درویش شهراگیم ساسانی در اراضی روستای اطاقسرا در نزدیکی روستای زانوس کجور

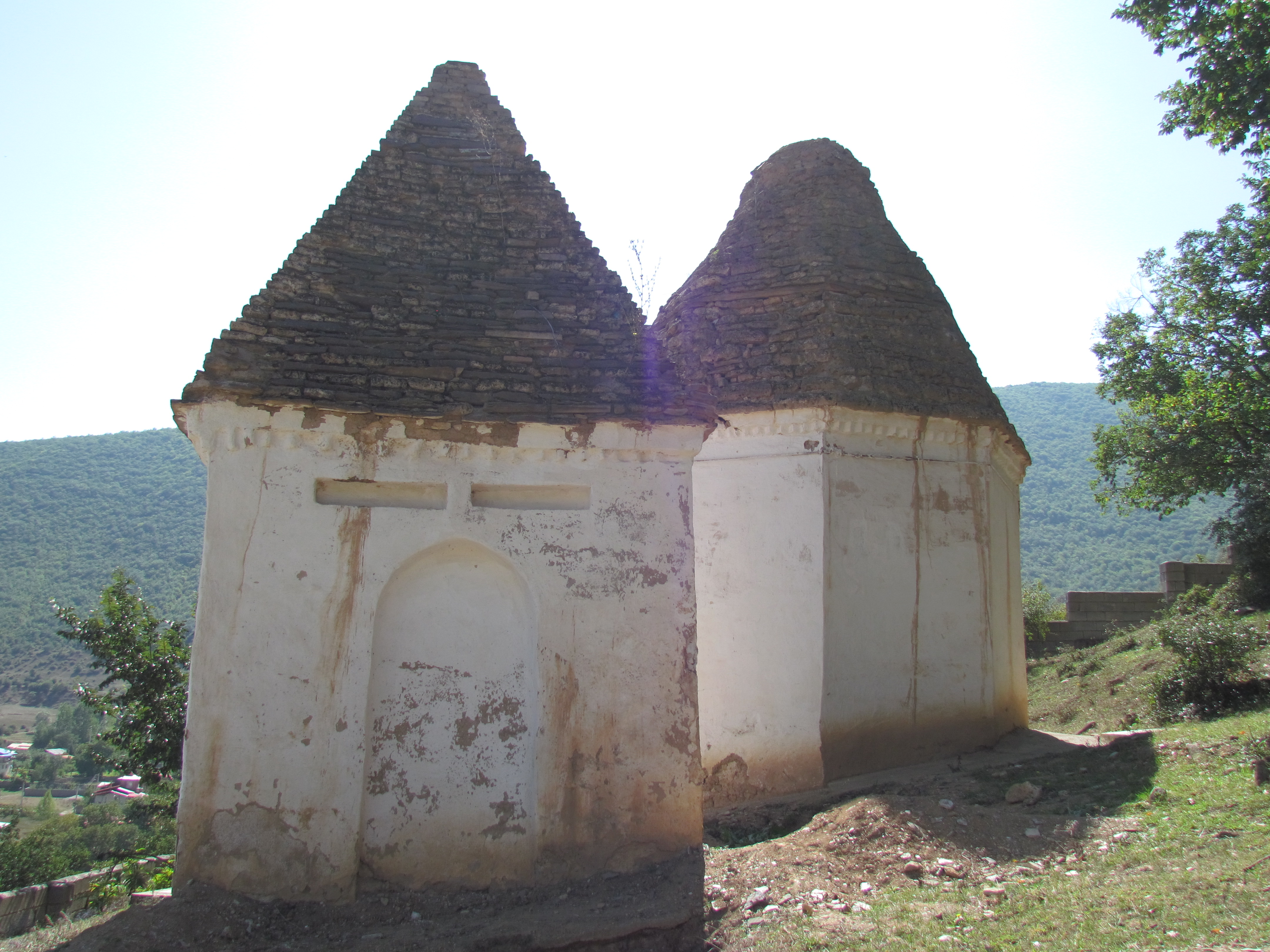
بنای درویش امیر و شهراگیم ساسانی

بنای درویش امیر ناسنگ در اراضی روستای لاشک کجور
خرابه‌های شهر قدیمی کجور معروف به خرابه شهر=در دو کیلومترو نیمی شهر کجور امروزی این شهر که در دامن کوه بوده حصاری محکم و استوار داشته‌است.
ابن اسفندیار می‌نویسد که در سال ۲۷۳ محمدبن زیدبن اسماعیل حالب الحجاره، حصاره کجور را مرمت کرد. این عبارت می‌رساند که قبل از او حصاری برای این شهر ساخته بوده‌اند؛ ولی از عبارت سید ظهیر الدین چنین بر می‌آید که بانی حصار کجور او بوده‌است.
این شهر که خرابه‌های آن امروز در منطقه وسیعی باقی است، در تاخت و تاز مغولان خراب شد. ملک جلال الدوله اسکندر، روز شنبه بیست و یکم ذی الحجه موافق با بیست وهفتم تیر ماه قدیم سنه ۷۴۶ هجری، بنای شهر کجو. ر را گذاشت.
رابینو می‌نویسد که در تاریخ ۲۱ ذی الحجه سنه ۷۴۰ قمری استندار جلال الدوله اسکندر، شروع به تجدید بنای قلعه و شهر کجور کرد. نامبرده با روی شهر را تجدید بنا کرد و ارگ آن را در ۲۱ ذیالحجه سال ۷۴۶ هجری تمام کرد و در ناحیه رویان قلعه شاه دز را که خود در آن منزل داشت، بنا نمود. در زمان او شهر کجور پایتخت بوده‌است.
شهر کجور امروز که در دشت بنا شده‌است زیاد قدمتی ندارد و ظاهراً پس از کوچاندن ایل خواجه وند، به امر آقا محمد خان به این صفحات، به دست افراد ایل ساخته شده‌است. مصالح آن خشت و گل است.
قلعه کجور معروف به دور قلعه یا سوته قلعه بر بازوی کوهی مسلط بر شهر کجور
بر بازوی کوهی که تقریباً جهت شمال جنوبی دارد و از رشته اصلی که سمت شرقی غربی است جدا می‌شود، آثار قلعه بزرگی بر جای است که بر اثر کندوکاو گنج گیران زیرو رو شده‌است. آثار آب انبار و حمامی در اراضی آن دیده می‌شود. مصالح اصلی بنا گچ و آجر و سنگ بوده‌است. سید ظهیر الدین، این قلعه را به نام قلعه کجور می‌شناسد؛ و عبدالفتاح فومنی آن را «قلعه ماران» می‌خواند و صاحب عالم آرا شرح مفصلی از این قلعه در ادوار مختلف نوشته و ان را به نام «قلعه مارانکوه» ضبط کرده‌است؛ و اعتماد السلطنه آن را به نام «قلعه مارانکو ه کجور» معرفی کرده‌است.
ظاهراً مرادخان سفره چی ولدتیمورخان که شاه طهماسب او را روانه رستمدار کرده تا قلعه کجور را تسخیر کند، بدین قلعه روی آورده‌است و همین قلعه است که پس از اینکه به دست مأموران صفوی سوخته شد، به نام «سوته قلعه» شهرت پیدا کرد و امروز «دور قلعه» خوانند.
تپه یرحمام در داخل شهر کجور امروز=تپه ای که با خاک ریز دستی به وجود آمده‌است، در داخل شهر کجور، پشت مسجد است. در کندوکاوهایی که کرده‌اند، آثار ساختمانهای قدیمی و آب انبار در آن پیدا شده‌است. سفالهای لعابدار اسلامی و سفالهای بدون لعاب در آن زیاد است.
راه کجور به رویان معروف به آب پری =این راه از کجور به کدیر، کدیر سر، معدن گلندرود و رویان می‌رود.
قلعه انگیل (پشت دهکده انگیل حومه شهر کجور) بر سر تیره کوهی که مسلط به دهکده انگیل است، قلعه ای قدیمی است.
روستای زیبا و هدف گردشگری کندلوس
روستای ییلاقی و توریستی لرگان
دریاچه فراخین در جاده جگلی نوشهر به کجور

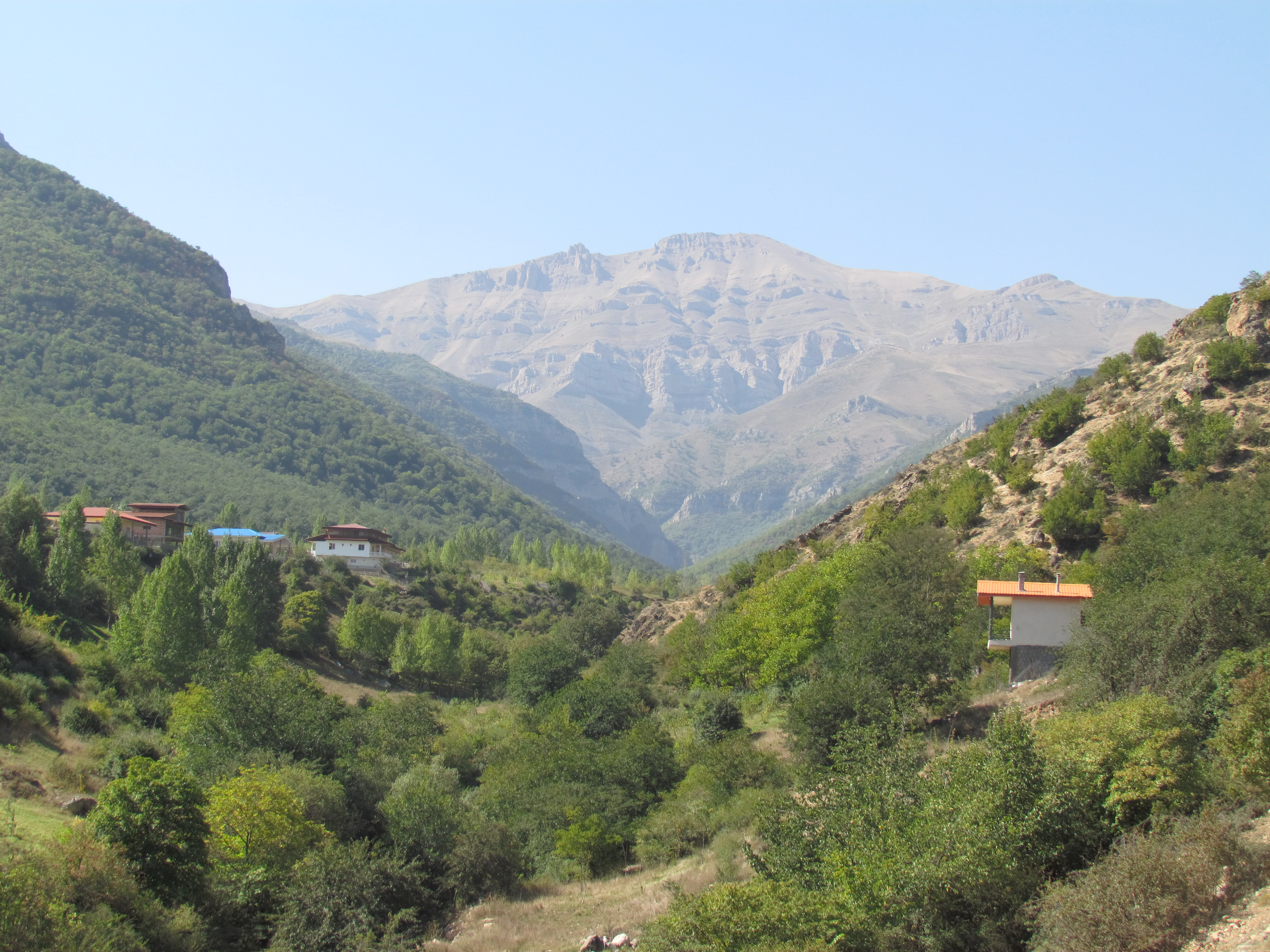
نمایی از تنگه زانوس

| نام دهستان                                | نام روستا |
| ----------------------------------------- | --- |
| دهستان پنجک رستاق (مرکز دهستان: دشت نظیر) | ۰۱ - دوآب ۰۲ - حسن‌آباد ۰۳ - نیرس ۰۴ - بسطام ۰۵ - کینس ۰۶ - ساروس ۰۷ - حیرت ۰۸ - عالیدره ۰۹ - گندیسکلا ۱۰ - لشکنار ۱۱ - دشت نظیر ۱۲ - هزار سم ۱۳ - سما ۱۴ - منجیر ۱۵ - کیکو ۱۶ - کندوسر ۱۷ - فیروزآباد ۱۸ - ناصرآباد (اِواز) ۱۹ - سادات آباد (نعل- تازه آباد) ۲۰ - چتن                                |
| دهستان زانوس رستاق (مرکز دهستان: شهر پول) | ۰۱ - دلسم ۰۲ - ویسر ۰۳ - گتکش ۰۴ - کوشکک ۰۵ - کینج ۰۶ - اسلام‌آباد (ساس) ۰۷ - کیاکلا ۰۸ - خوشل ۰۹ - زانوس ۱۰ - اطاقسرا ۱۱ - مونج ۱۲ - گیل کلا ۱۳ - کندلوس ۱۴ - میر کلا ۱۵ - پیده ۱۶ - نیچکوه ۱۷ - آستانکرود ۱۸ - لرگان ۱۹ - پول (نوشهر) ۲۰ - نیمور ۲۱ - کوهپرسفلی ۲۲ - کوهپر علیا ۲۳ - اویل          |
| دهستان توابع کجور (مرکز دهستان: شهر کجور) | ۰۱ - شهر کجور (نوشهر) ۰۲ - پیچلو ۰۳ - لیگوش ۰۴ - انگیل ۰۵ - سریوده ۰۶ - خاچک ۰۷ - واشکن ۰۸ - انگاس ۰۹ - گنگر ۱۰ - نیتل ۱۱ - هزارخال ۱۲ - صالحان ۱۳ - شاه ناجر ۱۴ - چمرکوه ۱۵ - فیروزکلا سفلی ۱۶ - فیروزکلا علیا ۱۷ - چورن* ۱۸ - کدیر ۱۹ - بین ۲۰ - برکن ۲۱ - کلیِک ۲۲ - کهنه ده ۲۳ - چناربن ۲۴- لاشک |

## جمعیت
بنابر سرشماری مرکز آمار ایران، جمعیت بخش کجور شهرستان نوشهر در سال ۱۳۸۵ برابر با ۱۴٬۲۰۳ نفر بوده‌است.